# U-200
| U-200                        | U-200                                                                      | U-200                                                                      |
| ---------------------------- | -------------------------------------------------------------------------- | -------------------------------------------------------------------------- |
|                              |                                                                            |                                                                            |
|                              |                                                                            |                                                                            |
| U-200 під атакою Ліберейтора |                                                                            |                                                                            |
| Під прапором                 | Третій рейх                                                                | Третій рейх                                                                |
| Спуск на воду                | 10 серпня 1942 року                                                        | 10 серпня 1942 року                                                        |
| Виведений зі складу флоту    | 24 червня 1943 року                                                        | 24 червня 1943 року                                                        |
| Сучасний статус              | затоплений                                                                 | затоплений                                                                 |
| Проєкт                       |                                                                            |                                                                            |
| Тип ПЧ                       | Торпедний ДПЧ                                                              | Торпедний ДПЧ                                                              |
| Основні характеристики       |                                                                            |                                                                            |
| Швидкість (надводна)         | 19,2 вузла                                                                 | 19,2 вузла                                                                 |
| Швидкість (підводна)         | 6,9 вузла                                                                  | 6,9 вузла                                                                  |
| Гранична глибина занурення   | 230 м                                                                      | 230 м                                                                      |
| Екіпаж                       | 57 осіб                                                                    | 57 осіб                                                                    |
| Розміри                      |                                                                            |                                                                            |
| Довжина найбільша (по КВЛ)   | 87,6 м                                                                     | 87,6 м                                                                     |
| Ширина корпусу найб.         | 7,5 м                                                                      | 7,5 м                                                                      |
| Висота                       | 10,2 м                                                                     | 10,2 м                                                                     |
| Середня осадка (по КВЛ)      | 5,4 м                                                                      | 5,4 м                                                                      |
| Водотоннажність надводна     | 1616 т                                                                     | 1616 т                                                                     |
| Озброєння                    |                                                                            |                                                                            |
| Артилерія                    | 1 × 88-мм палубна гармата SK C/32                                          | 1 × 88-мм палубна гармата SK C/32                                          |
| Торпедно- мінне озброєння    | 4 носових і два кормових ТА. 22 торпеди або 44 міни TMA чи 66 TMB          | 4 носових і два кормових ТА. 22 торпеди або 44 міни TMA чи 66 TMB          |
| ППО                          | 1 × 37-мм зенітна гармата SKC/30 2 (1 × 2) × 20-мм зенітні гармати FlaK 30 | 1 × 37-мм зенітна гармата SKC/30 2 (1 × 2) × 20-мм зенітні гармати FlaK 30 |

U-200 — німецький підводний човен типу IXD2, часів  Другої світової війни.
Замовлення на будівництво човна було віддане 4 листопада 1940 року. Човен заклали на верфі суднобудівної компанії «AG Weser» у Бремені 3 листопада 1941 року під заводським номером 1046, спущений на воду 10 серпня 1942 року, 22 грудня 1942 року увійшов до складу 4-ї флотилії. Також за час служби перебував у складі 12-ї флотилії. Єдиним командиром човна був капітан-лейтенант Генріх Шондер.
Човен зробив 1 бойовий похід, у якому не потопив та не пошкодив жодного судна.
Потоплений 24 червня 1943 року південно-західніше Ісландії (58°15′ пн. ш. 25°25′ зх. д. / 58.250° пн. ш. 25.417° зх. д.) глибинними бомбами британського «Ліберейтора». Усі 68 членів екіпажу загинули.